# Tim Story (regisseur)
Timothy Kevin "Tim" Story (Los Angeles, 13 maart 1970) is een Amerikaans filmregisseur, filmproducent en scenarioschrijver. Hij had ook een kortstondige carrière als rapper, waarbij hij als "M.C. Taste" actief was in Rhyme Syndicate van Ice-T. In de muziekwereld is hij nog steeds actief als videoclipregisseur.

## Filmografie

### Als regisseur
- Ride Along 2 (2016)
- Think Like a Man Too (2014)
- Ride Along (2014)
- Think Like a Man (2012)
- Hurricane Season (2009)
- Fantastic Four: Rise of the Silver Surfer (2007)
- Fantastic Four (2005)
- Taxi (2004)
- Barbershop (2002)
- The Firing Squad (1999)
- One of Us Tripped (1997)

### Als producent
- The Signal (2013, korte film, uitvoerend producent)
- First Sunday (2008)
- Standoff (2006-2007, televisieserie, uitvoerend producent)
- The 12th Man (2006, televisiefilm, uitvoerend producent)

### Als scenarioschrijver
- The Firing Squad (1999)
- Urban Menace (1999)